# Sint-Eloois-Winkel
Sint-Eloois-Winkel (fr. Winkel-Saint-Éloi, vls. Wienkel) – dzielnica (deelgemeente) gminy Ledegem w Belgii, w Regionie Flamandzkim, w prowincji Flandria Zachodnia, w okręgu Roeselare. 1 stycznia 2020 roku liczyła 4036 mieszkańców. Do 31 grudnia 1976 samodzielna gmina.

## Demografia
Liczba mieszkańców, stan na 1 stycznia:
| Rok                | 1930 | 1961 | 2020 |
| ------------------ | ---- | ---- | ---- |
| Liczba mieszkańców | 2368 | 3339 | 4036 |